# Stolec, Tỉnh West Pomeranian
Stolec ([ˈstɔlɛt͡s]; dịch: ngai vàng, ghế đương kim) (Đức Stolzenburg) là một ngôi làng ở quận hành chính của Gmina Dobra, trong vòng County Police, Zachodniopomorskie, ở tây bắc Ba Lan, gần với Đức biên giới. Nó nằm khoảng 10 kilômét (6 mi) phía tây bắc Dobra, 17 km (11 mi) về phía tây của Cảnh sát và 24 km (15 mi) phía tây bắc của thủ đô khu vực Szczecin.
Ngôi làng có dân số xấp xỉ 210 người.